# Canton de Villejuif
Le canton de Villejuif est une circonscription électorale française du département du Val-de-Marne recréée par le décret du 17 février 2014. Elle tient lieu de circonscription d'élection des conseillers départementaux et entre en vigueur lors des élections départementales de 2015.

## Histoire

### Canton dudépartement de la Seine
La canton de Villejuif est créé en 1800, au sein de l'Arrondissement de Sceaux et du département de la Seine. L'arrêté du 25 fructidor an IX (12 septembre 1801) fixe les communes qui y sont rattachées : Arcueil, Chevilly, Choisy, Fresnes, Gentilly, L'Hay, Ivry, Orly, Rungis, Thiais, Villejuif et Vitry. 
Par la loi du 16 juin 1859, les limites de Paris sont étendues. Les communes de Gentilly et de Vity sont amputées de leur partie nord.
Par la loi du 13 avril 1893, de nouveaux cantons sont formés. Le canton est divisé en deux, avec la création du canton d'Ivry-sur-Seine. Le canton de Villejuif comprend alors jusqu'en 1967 les communes d'Arcueil, Cachan (commune créée en 1922), Chevilly, Fresnes, Gentilly, L'Hay, Le Kremlin-Bicêtre (commune créée en 1896), Rungis et Villejuif.
| Période | Période           | Identité                              | Étiquette      | Qualité |
| ------- | ----------------- | ------------------------------------- | -------------- | --- |
| 1860    | ....              | Philogone Petit-Bergonz (1816-1896)   |                | Avoué de première instance, propriétaire Rue Neuve-Saint-Augustin, à Paris Conseiller nommé par l'Empereur Napoléon III |
| 1871    | 1874 (décès)      | Pierre-Philibert Pompée (1809-1874)   | Républicain    | Instituteur Fondateur de l'école professionnelle d'Ivry Maire d'Ivry                                                    |
| 1874    | 1884              | Benjamin Raspail                      | Extrême-gauche | Peintre et graveur, propriétaire à Cachan Maire d'Arcueil (1875) Député (1876-1889)                                     |
| 1884    | 1887 (décès)      | Émile Raspail                         | Républicain    | Ingénieur des Arts et Manufactures Maire d'Arcueil (1878-1887)                                                          |
| 1887    | 1893              | Pierre-Louis Lévêque                  | Rad.           | Horticulteur, maire d'Ivry-sur-Seine (1879-1888)                                                                        |
| 1893    | 1897 (annulation) | Hyacinthe Emmanuel Reulos (1841-1906) | Radical        | Médecin, maire de Villejuif (1881-1904)                                                                                 |
| 1897    | 1908              | Eugène Thomas (1856-1919)             | POSR           | Ouvrier menuisier Maire du Kremlin-Bicêtre (1897-1919)                                                                  |
| 1908    | 1917 (décès)      | Fernand Chazot (1883-1917)            | Rad.           | Correspondant du Petit Méridional                                                                                       |
| 1917    | 1919              | siège vacant                          |                | |

Conseillers généraux des anciens cantons de Villejuif

#### 1recirconscription (Arcueil,Cachan,Gentilly,L'Haÿ-les-Roses,Villejuif)
| Période                     | Période                          | Identité                      | Étiquette | Qualité                                                                                    |
| --------------------------- | -------------------------------- | ----------------------------- | --------- | ------------------------------------------------------------------------------------------ |
| 1919                        | 1925                             | Joseph Givord (1868-?)        | SFIO      | Employé, cheminot Conseiller municipal de Villeneuve-Saint-Georges                         |
| 1925                        | 1935                             | Auguste Gratien               | PRS       | Briquetier, puis entrepreneur de couverture Maire de Gentilly Député (1928-1936)           |
| 1935                        | 1940 (déchu le 1er février 1940) | Georges Beaugrand (1893-1981) | SFIC      | Ouvrier boucher Maire de Gentilly (1934-1940) Ancien député de la Seine (1928-1932)        |
| 1941 (nommé par décret)     | 1942 (démission)                 | Louis Chalvet (1893-1978)     |           | Contremaître forgeron Président du Syndicat des agents de maîtrise de la Région Parisienne |
| 1942 (nommé par décret)     | 1944                             | Georges Gérard (1883-1944)    | ex-SFIO   | Ancien menuisier, maire du Kremlin-Bicêtre (1919-1944)                                     |
| 1945 Décret du 12 mars 1945 | 1945                             | Charles Frérot (1898-1962)    | PCF       | Comptable Maire de Gentilly (1944-1962)                                                    |

#### 2ecirconscription(Le Kremlin-Bicêtre,Villejuif) (Canton créé en 1925)
| Période                     | Période                          | Identité                     | Étiquette | Qualité                                                 |
| --------------------------- | -------------------------------- | ---------------------------- | --------- | ------------------------------------------------------- |
| 1925                        | 1929                             | Rémy Mérinville (1874-1937)  | PC-SFIC   | Artisan menuisier Adjoint au maire du Kremlin-Bicêtre   |
| 1929                        | 1935                             | Georges Gérard (1893-1944)   | SFIO      | Ouvrier menuisier Maire du Kremlin-Bicêtre (1919-1944)  |
| 1935                        | 1940 (déchu le 1er février 1940) | Georges Le Bigot (1879-1942) | PC-SFIC   | Employé de mairie Maire de Villejuif (1937-1939)        |
| 1941 (nommé par décret)     | 1944                             | Albert Legros (1900-1985)    |           | Assureur-conseil, maire de Villejuif (1941)             |
| 1945 Décret du 12 mars 1945 | 1945                             | Louis Dolly (1905-1993)      | PCF       | Chef monteur électricien Maire de Villejuif (1944-1977) |

### Période 1945 à 1967
- De 1945 à 1953, Villejuif faisait partie du secteur de Sceaux-Ouest.

- De 1953 à 1959, Villejuif faisait partie du 2e secteur de la Seine.
Louis Dolly, maire PCF de Villejuif, faisait partie des 11 élus du secteur.

- De 1959 à 1967, Villejuif et Le Kremlin-Bicêtre formaient le 50e secteur de la Seine.

| Période                                       | Période | Identité                | Étiquette | Qualité                                                 |
| --------------------------------------------- | ------- | ----------------------- | --------- | ------------------------------------------------------- |
| 1959 50e secteur Le Kremlin-Bicêtre-Villejuif | 1967    | Louis Dolly (1905-1993) | PCF       | Chef-monteur électricien Maire de Villejuif (1944-1977) |

### Canton du département du Val-de-Marne
Le canton de Villejuif, qui comprenait la totalité de la commune de Villejuif, a été recréé lors de la mise en place du département du Val-de-Marne par le décret du 20 juillet 1967.
Le canton est modifié par le décret du 20 janvier 1976 : il ne comprend plus qu'une partie de la commune, le surplus de Villejuif étant rattaché aux cantons du Kremlin-Bicêtre et à celui de L'Haÿ-les-Roses.
Le décret du 24 décembre 1984 supprime le canton de Villejuif, et crée les cantons de Villejuif-Est et de Villejuif-Ouest.
Un nouveau découpage territorial du Val-de-Marne entre en vigueur à l'occasion des premières élections départementales suivant le décret du 17 février 2014. Les conseillers départementaux sont, à compter de ces élections, élus au scrutin majoritaire binominal mixte. Les électeurs de chaque canton élisent au Conseil départemental, nouvelle appellation du Conseil général, deux membres de sexe différent, qui se présentent en binôme de candidats. Les conseillers départementaux sont élus pour 6 ans au scrutin binominal majoritaire à deux tours, l'accès au second tour nécessitant 12,5 % des inscrits au 1er tour. En outre la totalité des conseillers départementaux est renouvelée. Ce nouveau mode de scrutin nécessite un redécoupage des cantons dont le nombre est divisé par deux avec arrondi à l'unité impaire supérieure si ce nombre n'est pas entier impair, assorti de conditions de seuils minimaux. Dans le Val-de-Marne, le nombre de cantons passe ainsi de 49 à 25.
Le nouveau canton de Villejuif est formé de la seule commune de Villejuif. Il est entièrement inclus dans l'arrondissement de L'Haÿ-les-Roses. Le bureau centralisateur est situé à Villejuif.

## Représentation

### Représentation avant 2015
| Période | Période | Identité                | Étiquette | Qualité                                                                                    |
| ------- | ------- | ----------------------- | --------- | ------------------------------------------------------------------------------------------ |
| 1967    | 1973    | Louis Dolly (1905-1993) | PCF       | Chef-monteur électricien Maire de Villejuif (1944 → 1977)                                  |
| 1973    | 1979    | Charles Fiterman        | PCF       | Electricien Député (1978 → 1981) Conseiller régional                                       |
| 1979    | 1985    | Pierre-Yves Cosnier     | PCF       | Instituteur Maire de Villejuif (1977 → 1999) Elu en 1985 dans le Canton de Villejuif-Ouest |

### Représentation depuis 2015
| Période élective | Période élective | Mandat | Mandat   | Identité      | Nuance | Nuance | Qualité                                                                                 |
| ---------------- | ---------------- | ------ | -------- | ------------- | ------ | ------ | --------------------------------------------------------------------------------------- |
| 2015             | 2021             | 2015   | 2021     | Pierre Garzon |        | PCF    | Assistant d'élu Maire de Villejuif (2020 → ) 4e vice-président du Conseil départemental |
| 2015             | 2021             | 2015   | 2021     | Flore Munck   |        | PCF    | Syndicaliste                                                                            |
| 2021             | 2028             | 2021   | en cours | Pierre Garzon |        | PCF    | Conseiller sortant, Maire de Villejuif                                                  |
| 2021             | 2028             | 2021   | en cours | Flore Munck   |        | PCF    | Enseignante en DTS Imagerie Médicale Conseillère sortante                               |

### Résultats détaillés

#### Élections de mars 2015
À l'issue du 1er tour des élections départementales de 2015, deux binômes sont en ballottage : Annie Ducellier et Thierry Jesset (Union de la Droite, 27,51 %) et Pierre Garzon et Flore Munck (FG, 22,64 %). Le taux de participation est de 40,02 % (11 685 votants sur 29 195 inscrits) contre 44,44 % au niveau départemental et 50,17 % au niveau national.
Au second tour, Pierre Garzon et Flore Munck (FG) sont élus avec 55,11 % des suffrages exprimés et un taux de participation de 39,28 % (6 023 voix pour 11 467 votants et 29 195 inscrits).

#### Élections de juin 2021
Le premier tour des élections départementales de 2021 est marqué par un très faible taux de participation (33,26 % au niveau national). Dans le canton de Villejuif, ce taux de participation est de 30,42 % (9 142 votants sur 30 052 inscrits) contre 29,98 % au niveau départemental. À l'issue de ce premier tour, deux binômes sont en ballottage : Pierre Garzon et Flore Munck (PCF, 38,72 %) et Christel Esclangon et Franck Le Bohellec (Union au centre, 35,93 %).
Le second tour des élections est marqué une nouvelle fois par une abstention massive équivalente au premier tour. Les taux de participation sont de 34,36 % au niveau national, 32,99 % dans le département et 33,76 % dans le canton de Villejuif. Pierre Garzon et Flore Munck (PCF) sont élus avec 52,91 % des suffrages exprimés (5 192 voix pour 10 146 votants et 30 052 inscrits),,. 

## Composition

### Composition de 1967 à 1976
Le canton comprenait la totalité de la commune de Villejuif.

### Composition de 1976 à 1984
Le canton de Villejuif comprenait, selon la toponymie du décret de 1976, la partie de Villejuif délimitée par l'axe des voies ci-après :
  « Au Nord : boulevard Chastenet, rue Ambroize-Croizat, rue Danton, rue Reulos, chemin de la Chapelle, rue Gustave-Flaubert, avenue Paul-Vaillant-Couturier, rue Jean-Jaurès; avenue Jean-Baptiste-Clément ;
« Au Sud : voie des Postes, sentier des Onze-Arpents, rue de Verdun, rue de Chevilly, rué Léon-Moussignac, rue Youri-Gagarine, rue de Chevilly »
La partie de la commune « délimitée par l'axe des voies ci-après : rue Pasteur, rue Henri-Barbusse, avenue de Paris, boulevard, Maxime-Gorki; rue Jean-Baptiste-Clément, rue Jean-Jaurès, avenue Paul-Vaillant-Couturier, rue Gustave-Flaubert, chemin de. la Chapelle, rue Reulos, rue Danton, rue Ambroise-Croizat, boulevard. Chastenenet » était rattachée au canton du Kremlin-Bicêtre.
Celle « délimitée par l'axe des voies ci-après : Voie des Postes, sentier des Onze-Arpents, rue de Verdun, rue de Chevilly, rue Léon-Moussignac, rue Youri-Gagarine, rue de Chevilly », enfin, était rattachée au canton de L'Haÿ-les-Roses.

### Composition depuis 2015
Le canton comprend désormais une commune entière.
| Nom                               | Code Insee | Intercommunalité         | Superficie (km2) | Population (dernière pop. légale) | Densité (hab./km2) | Modifier                                    |
| --------------------------------- | ---------- | ------------------------ | ---------------- | --------------------------------- | ------------------ | ------------------------------------------- |
| Villejuif (bureau centralisateur) | 94076      | Métropole du Grand Paris | 5,34             | 58 142 (2022)                     | 10 888             | modifier les données · modifier les données |
| Canton de Villejuif               | 9420       |                          |                  | 58 142 (2022)                     |                    | modifier les données                        |

## Démographie
En 2022, le canton comptait 58 142 habitants, en évolution de +4,8 % par rapport à 2016 (Val-de-Marne : +3 %, France hors Mayotte : +2,11 %).
| 2013   | 2018   | 2022   |
| ------ | ------ | ------ |
| 57 184 | 54 964 | 58 142 |